# 南光坊

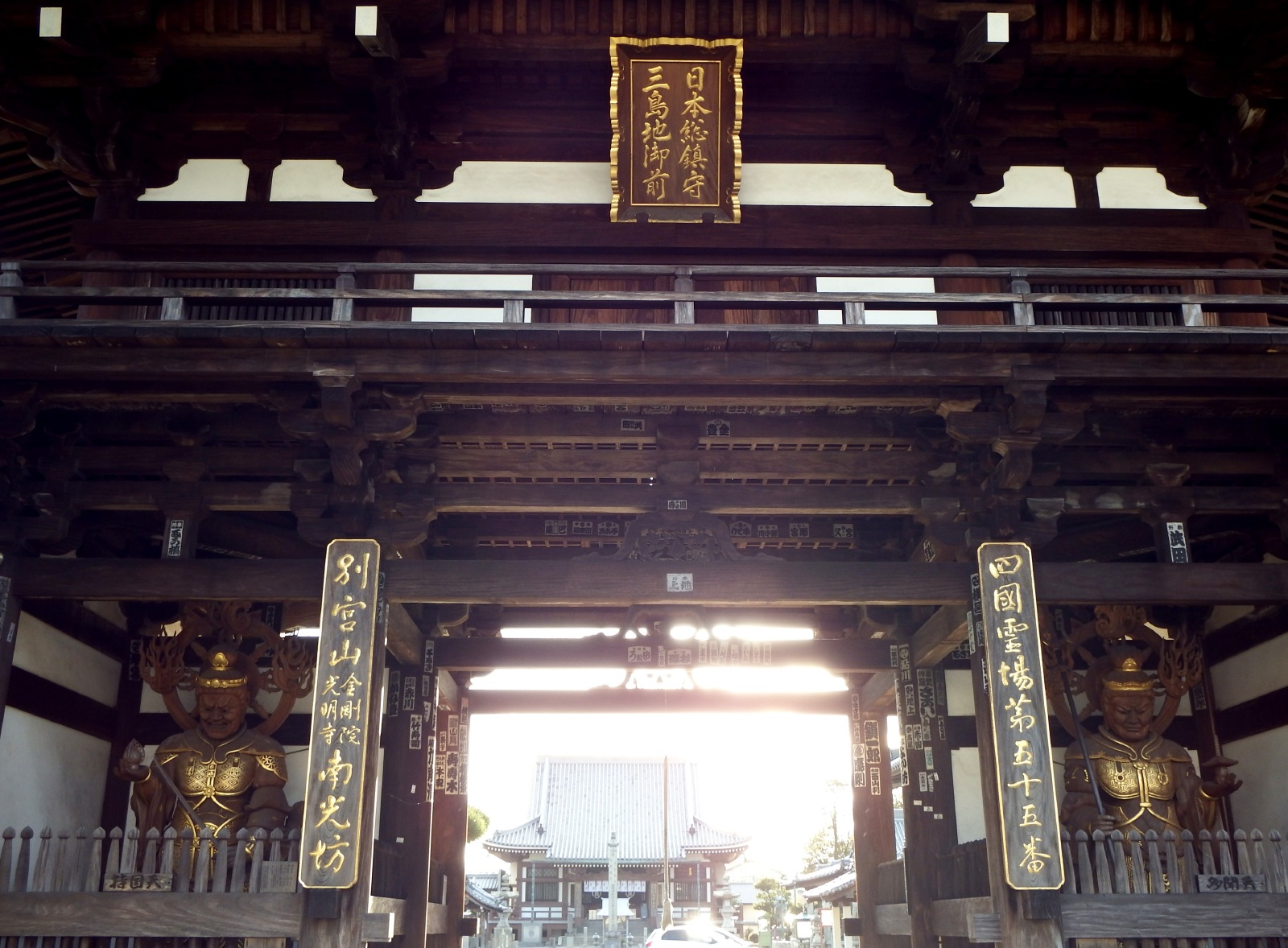
日本総鎮守三島地御前

南光坊（なんこうぼう）は、愛媛県今治市別宮町にある真言宗御室派の寺院。別宮山（べっくさん）、金剛院と号す。四国八十八箇所第55番札所であり、本尊は大通智勝如来（だいつうちしょうにょらい）で、同霊場で唯一。
- 本尊真言：おん あびらうんけんばざらだと ばん [2]
- ご詠歌：このところ三島に夢のさめぬれば　別宮（べつぐう）とても同じ垂迹（すいじゃく）

## 沿革
推古天皇御代2年（594年）勅により、大三島東海岸側に大山積神社（明治初年以降は大山祇神社と改名）の元となる遠土宮（おんどのみや）が祀られる。
のち国司越智玉澄は、大宝元年（701年）大三島の西海岸側に大きな社殿を造営し遷座しようと始めるが、社殿が完成し遷座の儀が行われ大山積神社が完成したのは養老3年（719年）である。また、海を渡るため風雨の時祭祀が欠けることを憂い、文武天皇の勅を奉じて大宝3年（703年）大山積神を当地（伊予国越智郡日吉村）に勧請し社殿を造営し始め、同時に、本宮の大山積神社の法楽所として大三島に24坊を建立、その1つが南光坊である。当地の宮は、本宮より早い和銅5年（712年）に完成し、「日本総鎮守三島の地御前」として奉祀され別宮と称した。その後、正治年間（1199年 – 1201年）大三島の24の僧坊のうち、南光坊を含む8坊（中之坊・大善坊・乗蔵坊・通蔵坊・宝蔵坊・西光坊・円光坊・南光坊）が別宮の別当寺大積山光明寺の塔頭として移された。 
弘法大師（空海）は弘仁年間（810年 – 824年）四国巡錫の時、別宮に参拝して坊で御法楽をあげられたとされる。
天正年間（1573年 – 1592年）に伊予の全土を襲った長宗我部元親の四国平定の際、その軍勢により八坊すべて焼き払われることとなった。
慶長5年（1600年）藤堂高虎が今治藩主に任ぜられると八坊のうち南光坊のみを再興。今治藩の祈祷所に定め祭典料を賜わせられ、薬師堂を再建した。また、四国八十八箇所の札所となっていた別宮の別当寺として納経を行い「日本總鎮守　大山積大明神　別當南光坊」と記帳するようになっていた。
江戸時代には今治藩主久松家からも尊信を受け祈祷所として定め別当職を持続し、広大な寺域を誇った。
寛雄（かんゆう）住持の時（1700年代）、讃岐の金毘羅大権現を勧請し金毘羅堂が造られる。
江戸幕府製作の『寺院本末帳』には伊予国の欄に「仁和寺末 南光坊 末寺一宇 安養寺」とあり御室仁和寺を本寺とする中本寺（田舎本寺）として栄え、仁和寺から「院家」の称を賜るなど高い格式を有している。
明治初頭、神仏分離令にしたがう形で、大山積神の本地仏として別宮の本殿に奉安してあった本地大通智勝如来（だいつうちしょうにょらい）および二脇士と十六王子が南光坊の薬師堂に移され、55番札所の本尊は、大山積神（大山積大明神）から大通智勝如来となり、当寺は別宮から札所を受け継ぎ分離独立した。また、本式は遍路なれば大三島へ渡るとされていたが、四国八十八ヶ所の札所は全て寺院のみとなったので四国八十八ヶ所巡拝として大三島に渡る遍路はいなくなった。なお、大三島の本宮の本地大通智勝如来は東円坊に移され現存しているのでそちらへの参拝はできる。
明治27年（1894年）頃山号を「大積山」から「別宮山」と改称している。
大正5年（1916年）には時の住職・天野快道和尚により現存の大師堂が建造される。長州大工の建築技術が結集した建造物で、その文化的評価は高い。
第二次世界大戦では激しい空襲（今治空襲）に晒され、昭和20年（1945年）8月、金毘羅堂と大師堂以外の本堂・本尊・庫裡什物等伽藍の多くを焼失した。
昭和53年（1978年）、かつて当寺住職だった天野快道大僧正が京都醍醐寺の座主に就いていた縁もあり、真言宗御室派から真言宗醍醐派に転派し、総本山醍醐寺の末寺となった。
戦後の復興は難渋したが昭和56年（1981年）11月本堂再建。平成3年（1991年）薬師堂再建、平成10年（1998年）山門鐘楼堂完成、平成14年（2002年）四天王像を安置した。平成22年（2010年）大師堂を改修。
平成25年（2013年）真言宗醍醐派から離脱。同年11月25日、歴史上長く密接な本末関係を有していた仁和寺を総本山とする真言宗御室派に再び加入し、その末寺に復した。
空襲により本堂と共に焼失した後、本堂再建時に以前の約2倍の大きさで造られた本尊大通智勝如来坐像は両脇仏とともに秘仏であったが、平成26年（2014年）11月9日から16日まで開帳された。また、南光坊の本来の本尊不動明王立像も同時に焼失していたが、持仏堂の再建時に元の姿に近い形で造られている。

## 境内

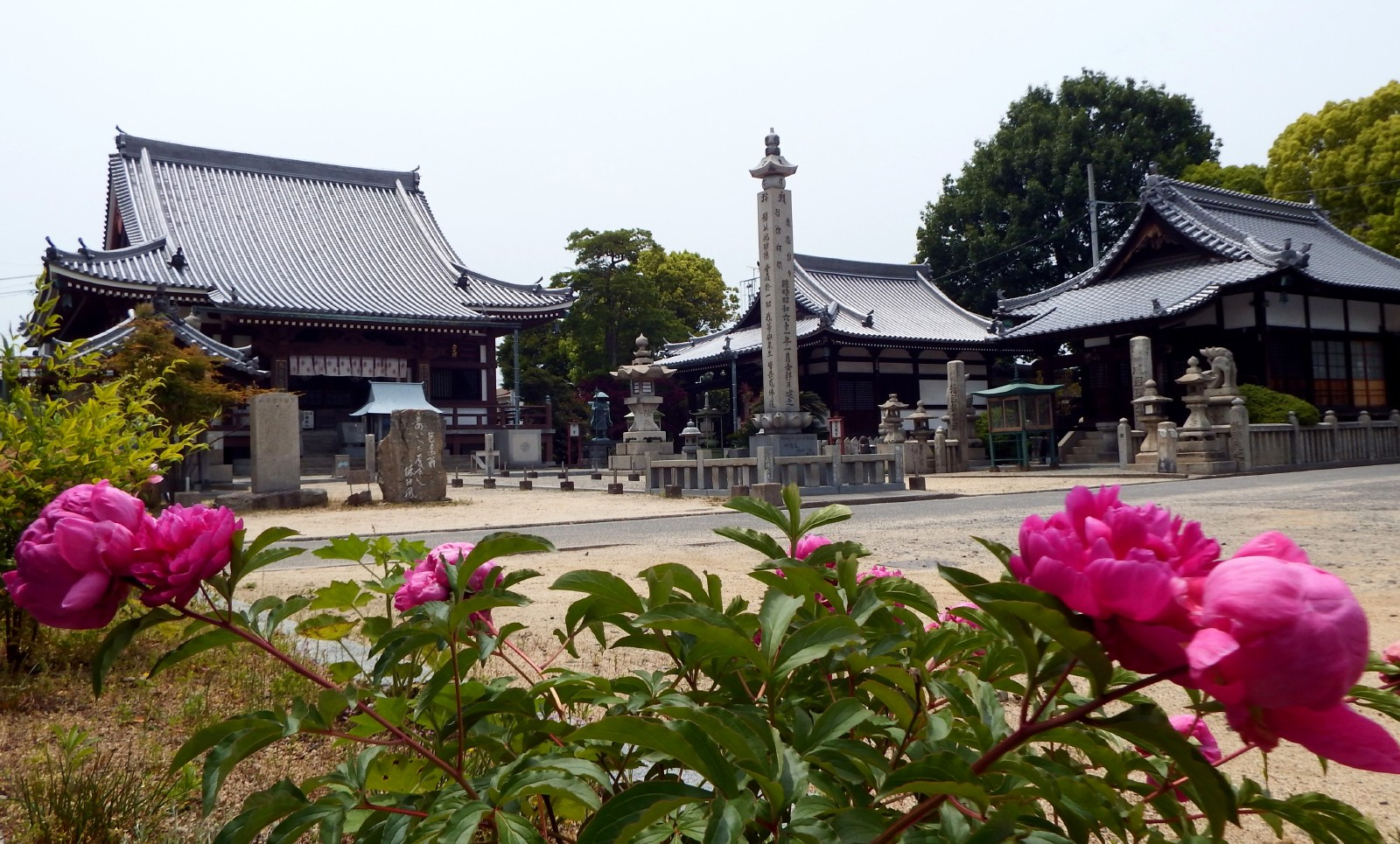
左から本堂、薬師堂、金毘羅堂

- 山門（四天門）：外側と内側に二体ずつ四天王を配置し寺を守護する大型の楼門。南光坊の別称『日本総鎮守三島地御前』の扁額が掲げられている。
- 本堂：法華経第七化城喩品に説かれ、過去世における釈迦如来の父でありまた師とされている大通智勝仏が本尊。その姿は蜾髪で冠は無くそのまま、左手を上にした智拳印を結ぶ。脇侍は向かって右に観音菩薩立像と左に弥勒菩薩立像で、本尊と共に同じ厨子に入っており三体とも秘仏。
- 大師堂：本尊は弘法大師像。第二次世界大戦時の空襲での戦禍を免れた。伝えられるところによれば、数多の焼夷弾が境内に落とされたが、そのいずれもがこの堂の屋根を滑り落ち、堂内にいた避難者の全員が無事であったという[3][4]。
- 金毘羅堂：金剛薩埵と摩利支天が脇仏で、本尊は権現像の姿であるが住職も見たことが無く定かでない。
- 瑠璃光殿（薬師堂）

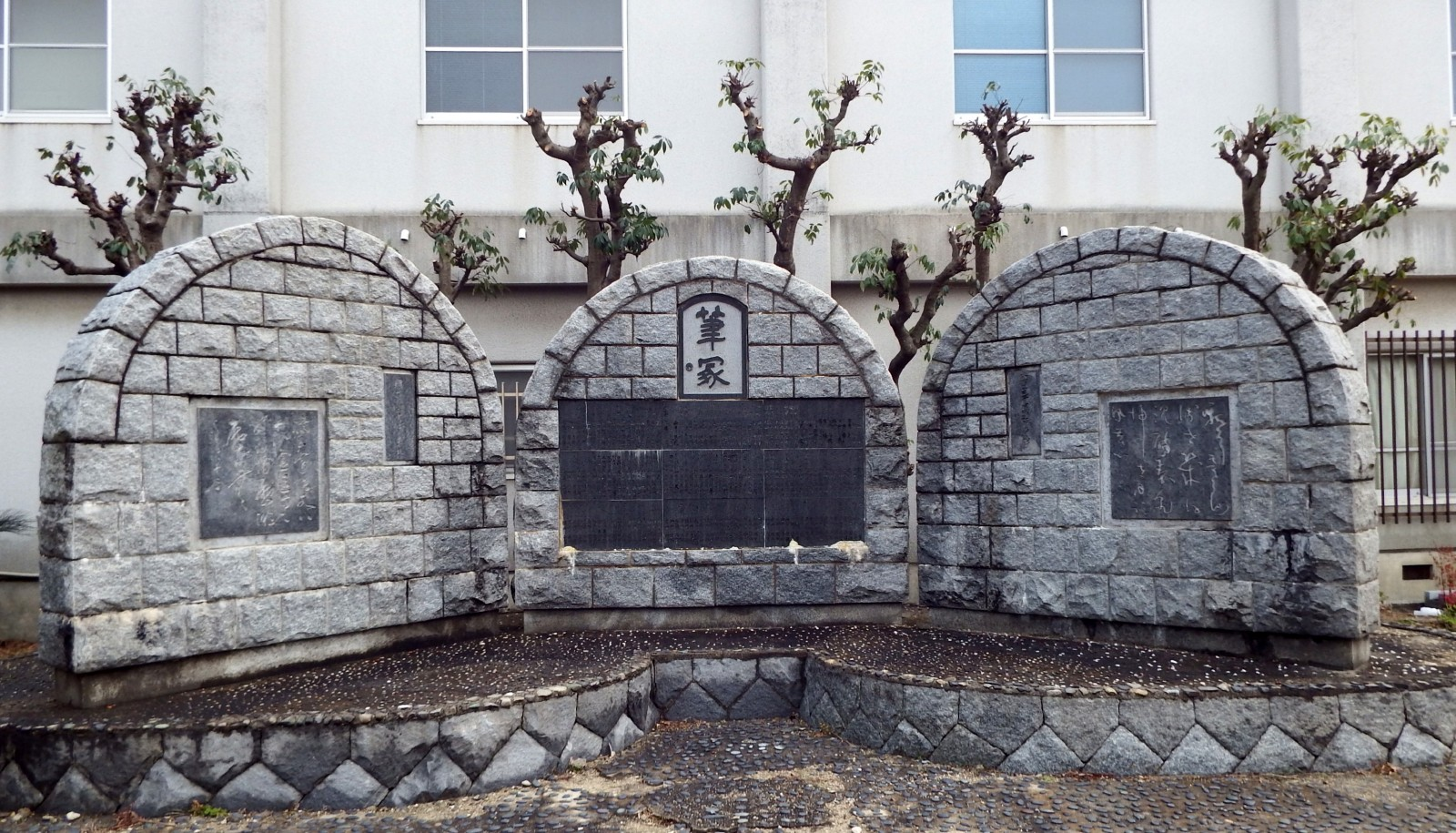
筆塚

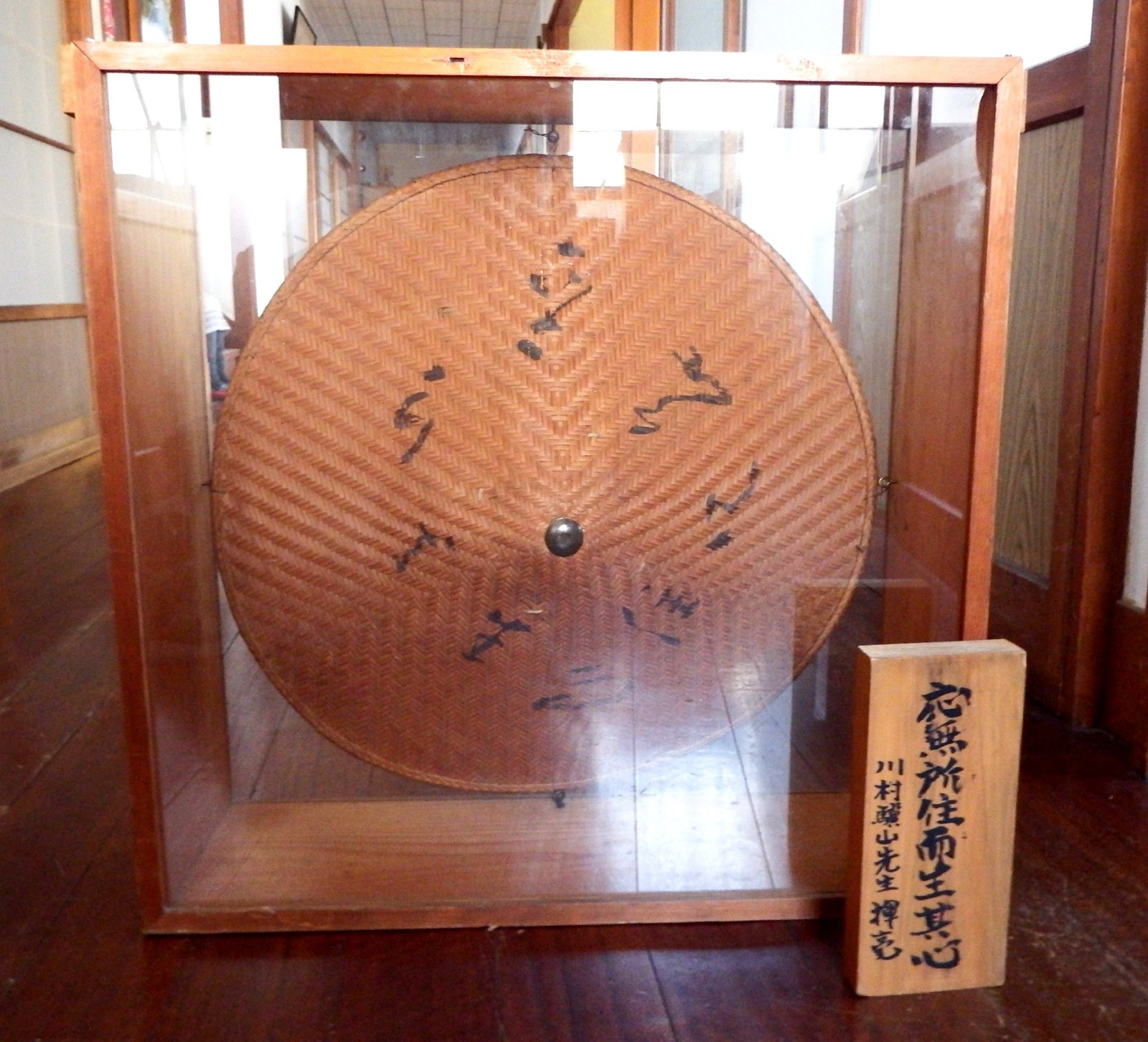
川村驥山の菅笠

- 筆塚と菅笠：昭和29年（1954)書道家川村驥山が当寺に訪れた時、当時の住職と意気投合その縁で菅笠を譲ってもらい後年に筆塚が建てられた。菅笠には「應無所住而生其心」と書かれている。
- 弁天祠：山門の右にある池の中の小島にあり。
- 中門：今治城を明治初旬に取り壊したとき譲り受けた門で、休憩所になっている。
- 大日如来石像：伊予府中十三石仏霊場12番
- 白衣観音石仏・十三仏石仏・水子地蔵石仏
- 五輪塔墓：中興の祖である天野快道（1846 – 1923）の墓。
- 修行大師像
- 持仏堂（護摩堂）：不動明王立像と二童子、非公開。
- 句碑：芭蕉「ものいへは唇寒し秋の風」が本堂の左前に、 光風亭靜道「暮かけて一里もク禮ず秋の山」がその左に、深川正一郎「来島の渦にも遊び秋遍路」が山門を入って左にある。

山門の右手に弁天祠があり、山門をくぐって進むと右に大師堂、左手に筆塚がある。さらに先の右手に金毘羅堂と薬師堂が立ち並ぶ。
金毘羅堂と薬師堂の間には、五輪塔墓、水子地蔵、十三仏石仏、白衣観音がある。正面奥に本堂が建ち、その右に修行大師像が、左に大日如来石像、庫裏・納経所がある。
- 宿坊：なし
- 駐車場：30台。大型2台。無料。

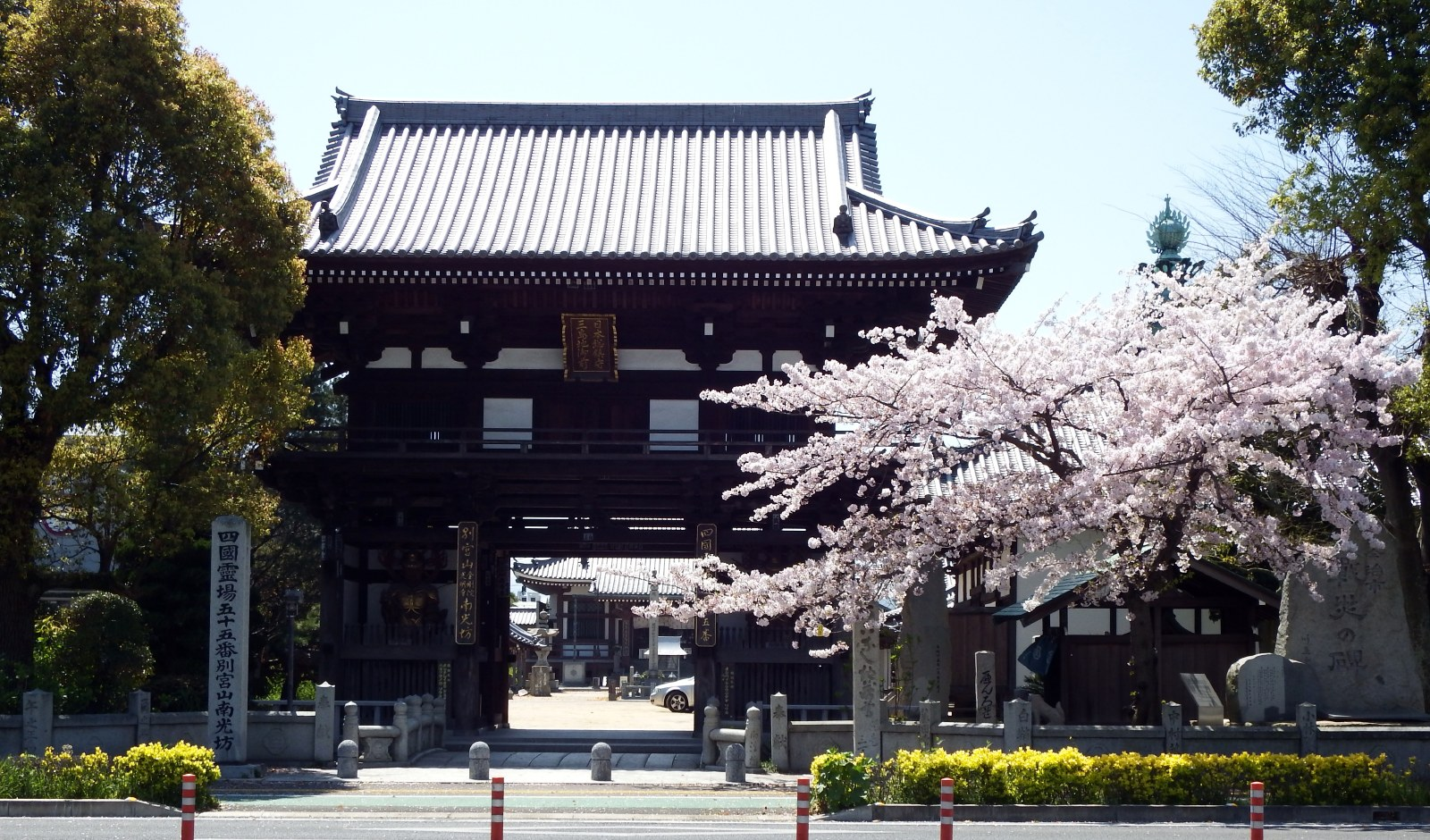
山門
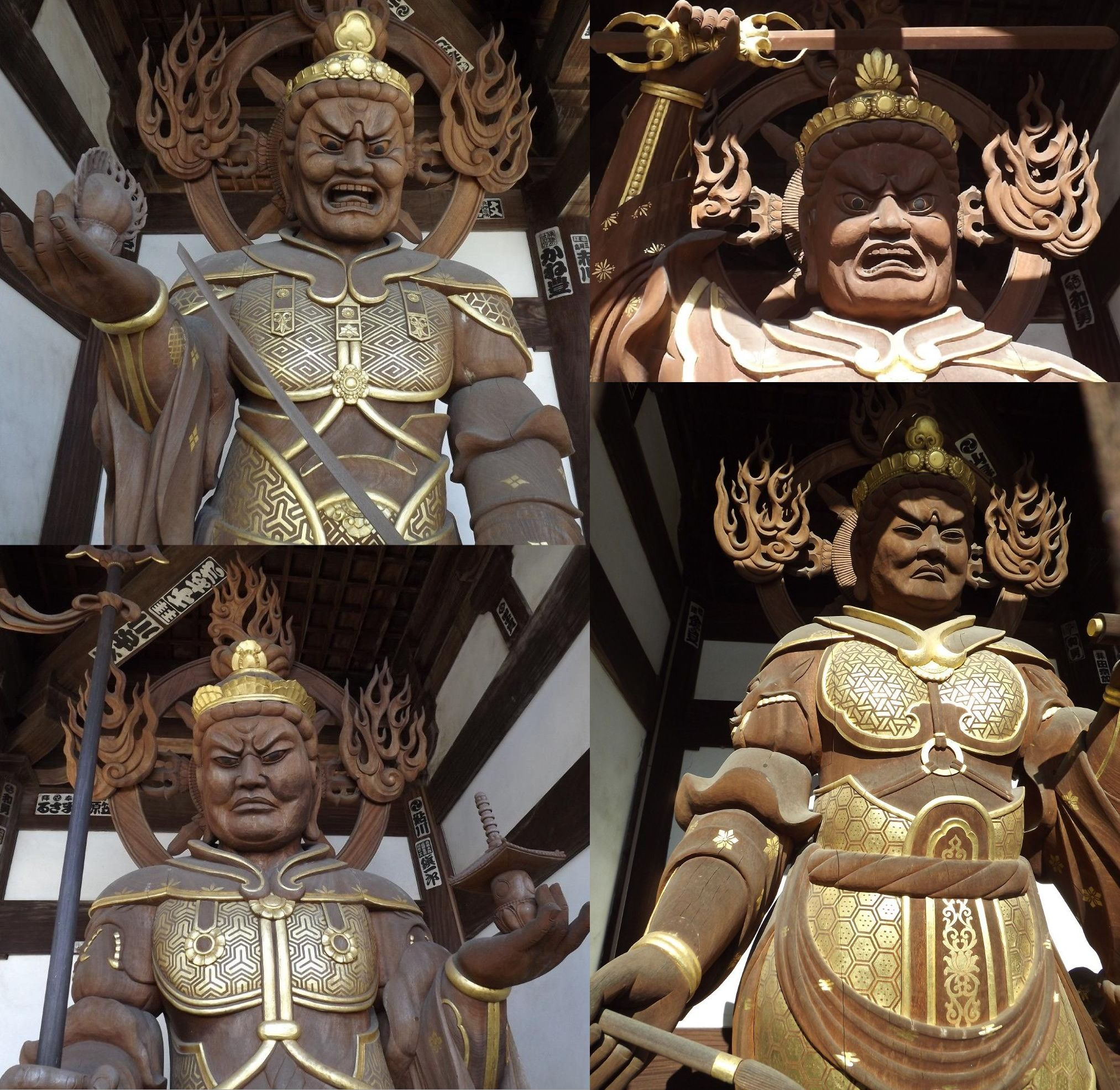
山門の四天王
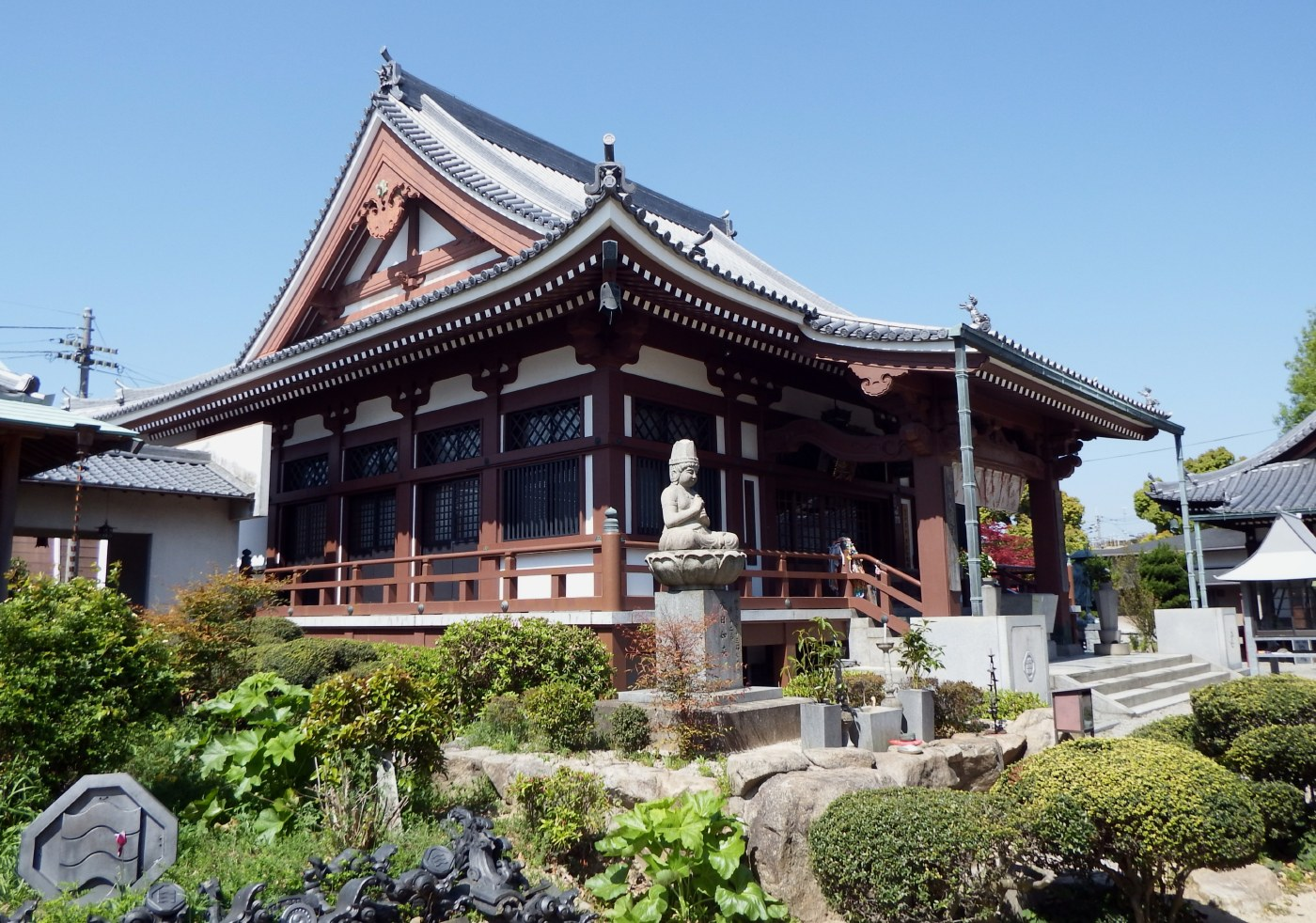
本堂
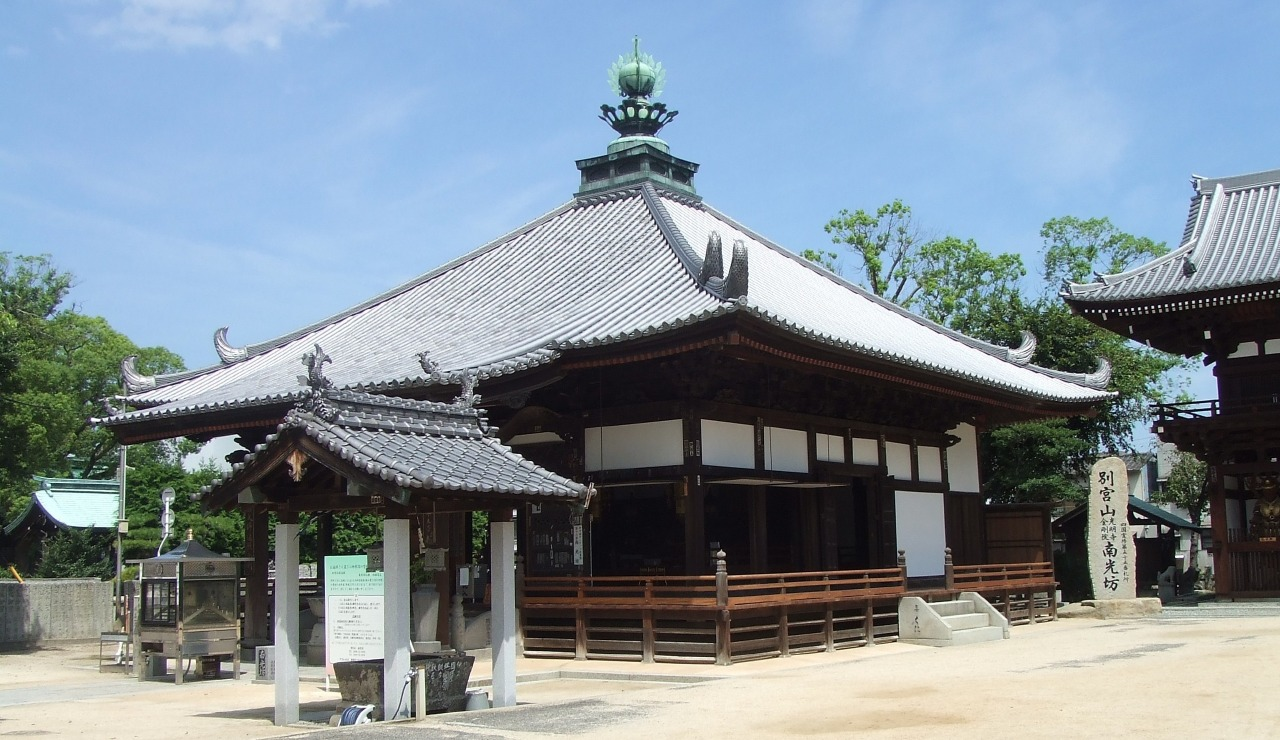
大師堂
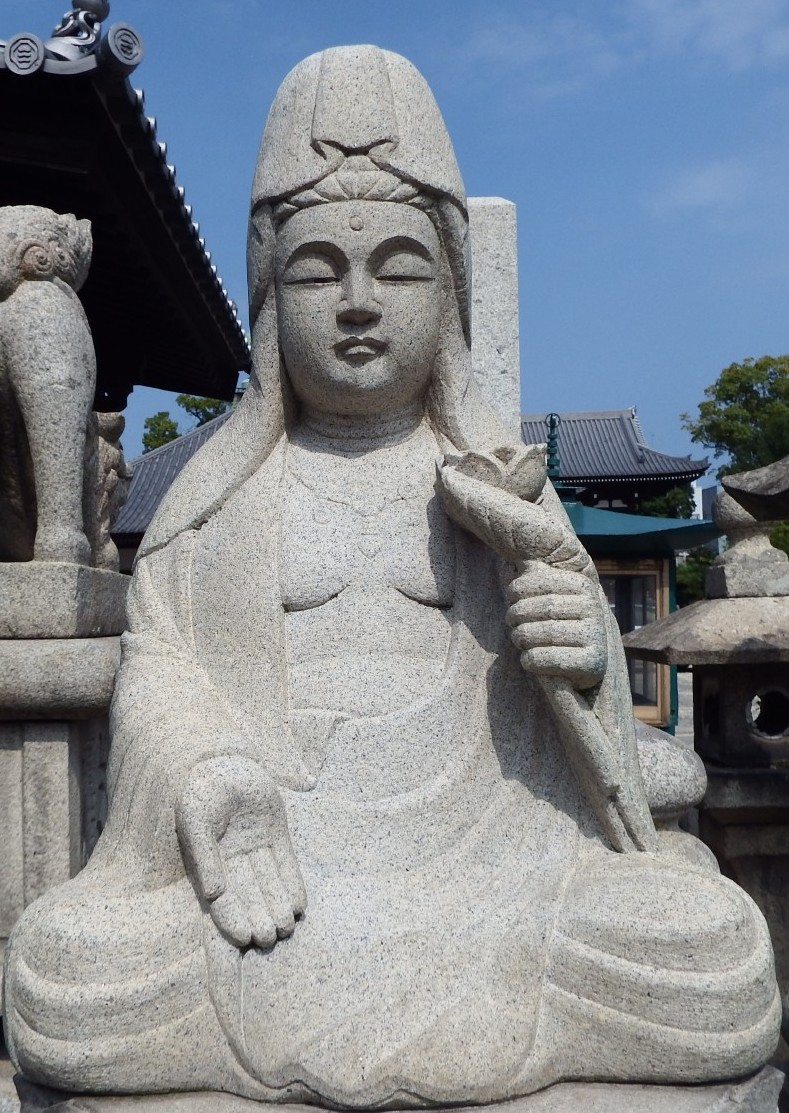
白衣観音

## 交通案内
鉄道
- 四国旅客鉄道（JR四国）予讃線 – 今治駅 下車 (0.8 km)

バス
- せとうちバス 今治営業所行き「今治市役所前」下車 (0.3 km)

道路
- 一般道：国道317号 南光坊西 (0.1 km)
- 自動車道：西瀬戸自動車道（西瀬戸しまなみ海道）今治IC (3.1 km)

## 別宮

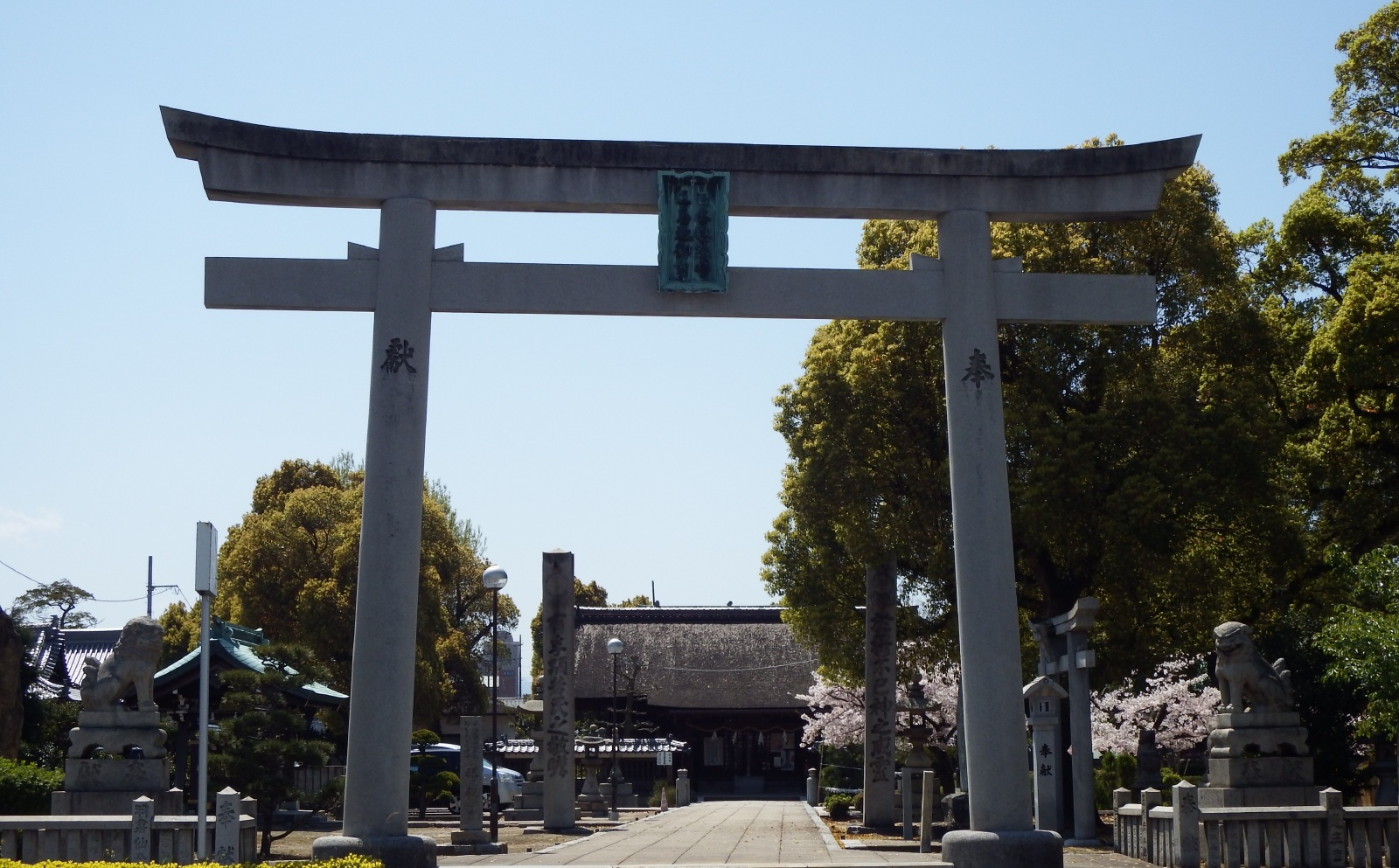
別宮大山祇神社
南光坊の北側に隣接している。

## 周辺の番外霊場

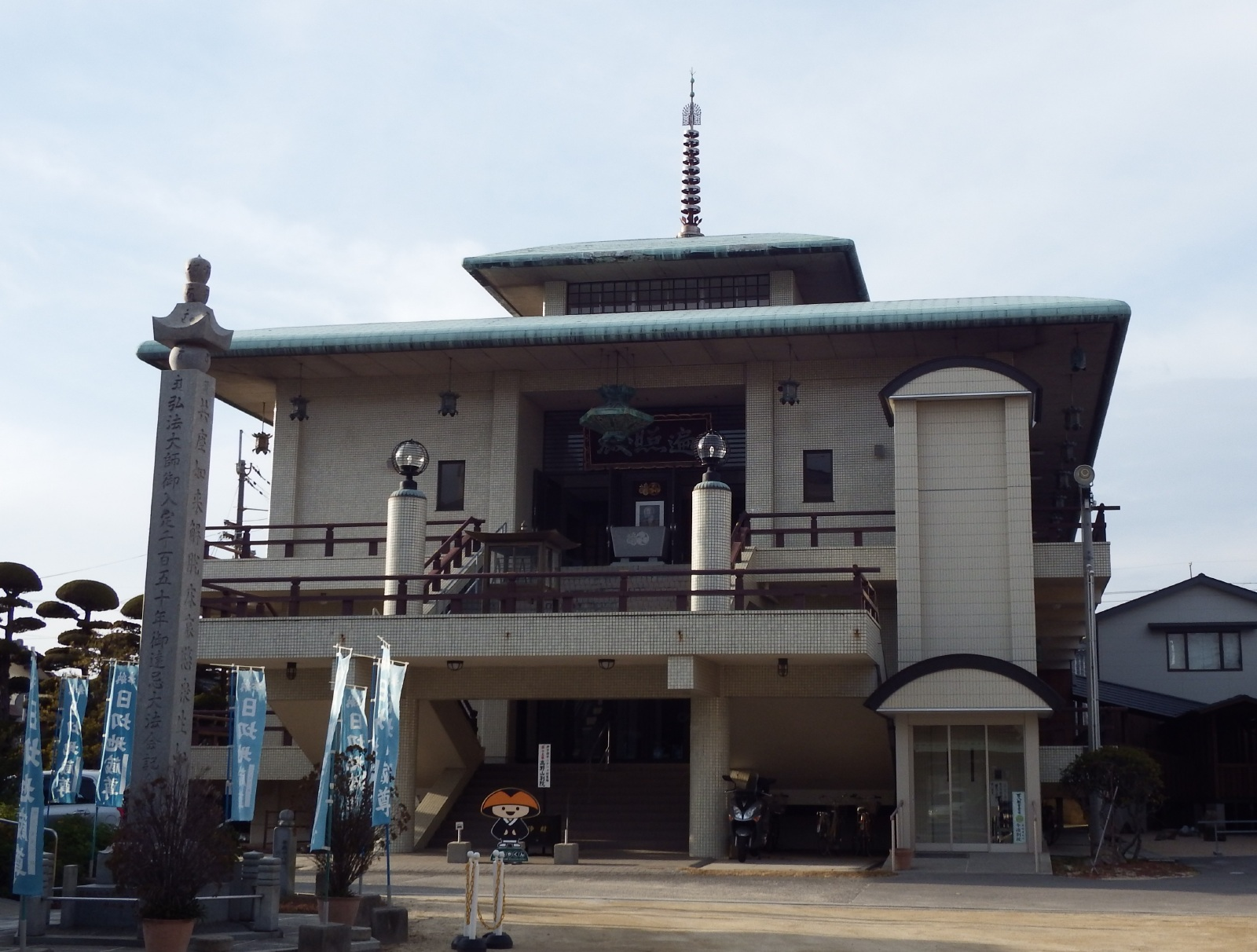
遍照殿

高野山今治別院
南光坊の南側に隣接していて、明治13年3月、高野山から大師像を勧請し高野山の出張所として開創、大正11年8月今治別院に昇格した。山門の正面奥に大きな遍照殿があり、また、弘法大師巡錫伊予21霊場5番札所の不動堂や、四国33観音霊場15番札所の観音像や、日切地蔵尊堂が境内にある。
- 所在地：愛媛県今治市別宮町2丁目4−14 （高野山今治別院）

## 前後の札所
四国八十八箇所
54 延命寺 --(3.4 km)--  55 南光坊 --(3.0 km)-- 56 泰山寺